# Gisela Reichmann
Pour les articles homonymes, voir Reichmann.
Gisela Reichmann est une  patineuse artistique autrichienne du début du XXe siècle.
Elle remporte la médaille d'argent en patinage en simple dames aux Championnats du monde de patinage artistique de 1923,,,.

## Palmarès
| Compétition                                                              | 1913 | 1914 | 1915 | 1916 | 1917 | 1918 | 1919 | 1920 | 1921 | 1922 | 1923 | 1924 |
| Jeux olympiques d'hiver                                                  |      |      |      | JA   |      |      |      |      |      |      |      |      |
| Championnats du monde                                                    |      | 5e   | CA   | CA   | CA   | CA   | CA   | CA   | CA   |      | 2e   | 4e   |
| Championnats d'Autriche                                                  | 1re  |      | CA   |      | 1re  | 1re  |      |      |      |      | 2e   |      |
| Légende : JA = Jeux olympiques d'été annulés ; CA = Championnats annulés |      |      |      |      |      |      |      |      |      |      |      |      |